# 1234 هـ
1234 هـ هي سنة في التقويم الهجري امتدت مقابلةً في التقويم الميلادي بين سنتي 1818 و1819.

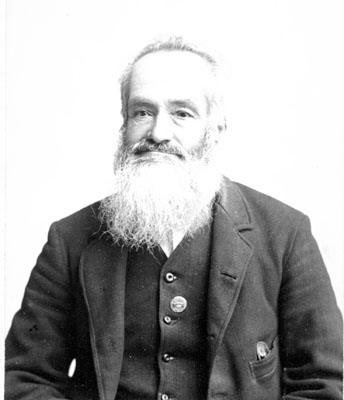
وليم موير

## مواليد
- آل محمد الأمروهي
- علي بن سليمان الدمناتي
- فضيلي محمد نور الإسلام.
- وليم موير

## وفيات
- جيمس واط
- مفتون الدنبلي
- حجيلان بن حمد آل أبوعليان التميمي.
- قطع رأس الإمام عبد الله بن سعود على يد الدولة العثمانية.